# پادشاهی کهن مصر

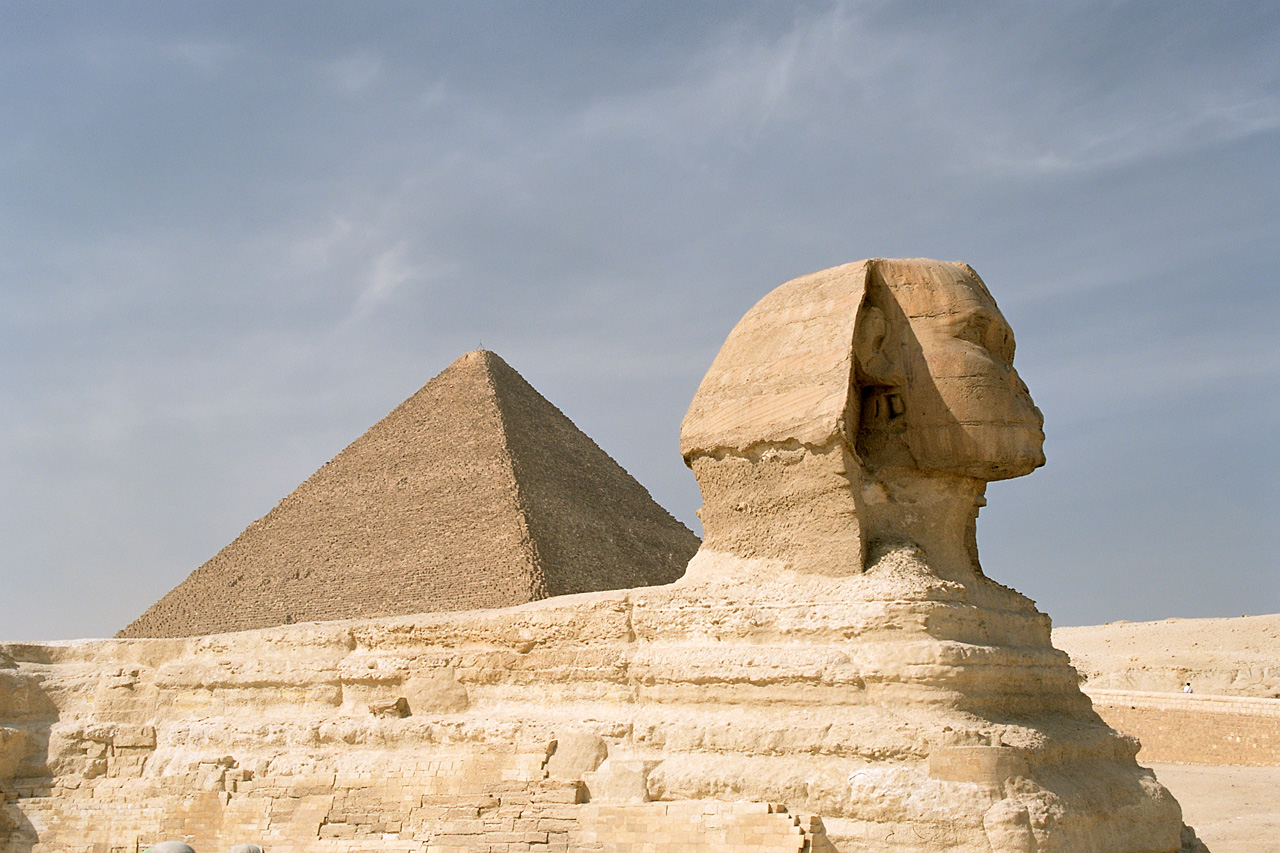
ابوالهول بزرگ جیزه در مقابل هرم بزرگ جیزه

پادشاهی کهن مصر دوره‌ای از تاریخ مصر است که به گفتهٔ خود مصریان باستان، اوج قدرت و تمدن آن‌ها در طول تاریخ بوده‌است. این دوره در اصل طولانی‌ترین دوران باثبات در تاریخ مصر باستان بوده‌است. پادشاهی کهن مصر (حدود ۲۶۸۶ تا ۲۱۸۱ پیش از میلاد) در کرانه‌های پرآب رود نیل شکوفا شد. این دوره عصر رونق، ثبات نسبی و حکومت قوی مرکزی بود، دوره‌ای که در آن اهرام بزرگ را ساختند و جامعه‌ی مصر پادشاهان یا فراعنه‌اش را به‌عنوان «خدایان روی زمین» می‌پرستیدند.
جامعه‌ی عصر پادشاهی کهن را دولتی متمرکز به رهبری فرعون، که فرمانروایی بسیار قدرتمند بود، سختگیرانه اداره می‌کرد. این باور که فرعون موجودی «شبه‌خدایی» است که نقش واسطه‌ی میان خدایان و رعایایش را بازی می‌کند بنیان زندگی، سیاست و مذهب بود.
فرعون، در نقش رهبری سیاسی و مذهبی، نه تنها بر آیین‌های مذهبی باشکوهی که بر رابطه‌اش با خدایان تاکید می‌کردند نظارت داشت، بلکه، به کمک لشکری از مشاوران و افسران که برترینشان را وزیر می‌نامیدند، تشکیلات سیاسی و اداریِ بزرگ و بسیار سازمان‌یافته‌ای را رهبری می‌کرد. این تشکیلات فرمانروایان محلی را هم، که بر مناطقی که آن‌ها را «نُم» می‌نامیدند (مناطق سابقاً مستقل) حکومت می‌کردند، در بر می‌گرفت. اغلب، فراعنه را مستبد تصور می‌کنند. با این حال، گرچه سخن فراعنه قانون بود، بخش چشمگیری از اختیاراتشان را به حاکمان تفویض می‌کردند و، با ادامه‌ی عصر پادشاهی کهن قدرت بیش‌تر و بیش‌تری به آن‌ها دادند.
متمرکزسازی قدرت که در دوران تینیتی آغاز شد در پادشاهی کهن به آرامی ادامه پیدا کرد و باعث دستاوردهای بزرگ در زمینه هنر و ساختمان‌سازی شد. در این دوره نه تنها هنر مصری به شکل‌های گوناگون آن از جمله نقاشی‌ها، دیوارنگاره‌ها، و سنگ‌تراشی‌های بدیع رشد کرد که سامانه فرمانروایی کشور شکلی به خود گرفت که تا نزدیک سه هزار سال ادامه پیدا کرد.
همچنین دوره‌ی ساخت اهرام مصر در عصر پادشاهی کهن مصر و از حدود ۲۶۸۶ تا ۲۱۸۱ پیش از میلاد بوده‌است.

## قدرت، وضعیت و دودمان‌ها

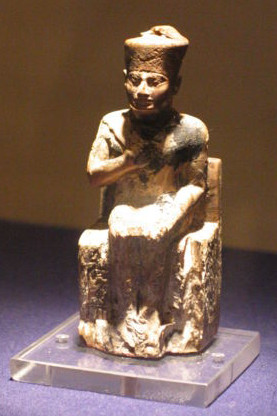
خوفو از بزرگترین پادشاهان دودمان چهارم و سازندهٔ هرم بزرگ جیزه

پادشاهی کهن دوره‌ای به طول نزدیک به ۵۰۰ سال را در بر می‌گیرد (از حدود ۲۶۸۶ تا ۲۱۸۱ پ.م.) و از چهار دودمان تشکیل شده:
- دودمان سوم (۲۷۰۰ تا ۲۶۲۰ پ. م.)
- دودمان چهارم (۲۶۲۰ تا ۲۵۰۸ پ. م.)
- دودمان پنجم (۲۵۰۸ تا ۲۳۵۰ پ. م.)
- دودمان ششم (۲۳۵۰ تا ۲۲۰۰ پ. م.)

در این دوره نخستین هرم‌ها ساخته شدند: نخستین آن‌ها هرم پلکانی در سقاره است که در زمان فرعون جوزر بنا نهاده شد. سال‌ها پس از آن نیز سه هرم مجموعه اهرام جیزه را تشکیل دادند (متعلق به پادشاهان خوفو، خفرع، و منکورع). ساخت این هرم‌ها با هزینه مادی و انسانی بسیار همراه بود و باعث نارضایتی بسیار در میان مردم مصر گشت. دیودور سیسیلی نوشته‌است که شورشیان در فرصت مناسب از شدت ناخرسندی و عصبانیت اجساد مومیایی فراعنه را از آرامگاه‌های باشکوهشان بیرون می‌انداختند. نارضایتی‌هایی از این دست باعث شدند که ساخت هرم‌های بزرگ در دوره‌های بعدی پیگیری نشوند و مصطبه‌ها جای چنین آرامگاه‌های پر هزینه‌ای را بگیرند.

پادشاهی خورشید
نخستین فراعنه را تجلی زمینی شخصیت اسطوره‌ای حوروس، پسر خدایی به نام اُزیریس و ایزیس، می‌دانستند. حوروس پیوندی محکم با رع، آفریدگار زندگی و خدای سرشاهینیِ خورشید، داشت. خورشیدپرستی در دوره‌ی پادشاهی کهن بسیار رونق گرفت و رع در نقش موجودی مستقل از حوروس ظاهر شد. حتی واژه‌ی «رع» جزئی از نام‌های فراعنه شد.
فرعون، به‌واسطه‌ی این پیوندها، حافظ نظام عدالتی بود که نظم کیهانی را بازتاب می‌داد. همچنین او، به شکلی حیاتی، شخصیتی بود که با خدایان همکاری می‌کرد تا مطمئن شود که نیل هر سال سیلاب‌های پر گل‌و‌لای سالانه را، که دره‌ی نیل را برای تامین نیازهای کشور بزرگ مصر به‌اندازه‌ی کافی حاصلخیز می‌کردند، همراه می‌آورد.
فرعون موجودی عالی بود که همه چیز را می‌دید و همه‌چیز را می‌دانست. اغلب او را با لباسی دامن‌مانند و ریش مصنوعی، در حالی که عصای سرکَج، تازیانه و گرزه‌ی سلطنتی در دست داشت و تاج دوگانه‌ی مصر علیا و مصر سفلی بر سرش بود، به تصویر می‌کشیدند. در این تصویرها، یک مار کبرا هم، که «چشم» رع بود، از پیشانیش سر برآورده بود. خدمه‌ی بادبزن به‌دست همراهش بودند و مردم پیش پایش به خاک افتاده‌ بودند. به نظر می‌رسد مصری‌ها می‌دانستند که فرعون هم انسانی از گوشت و پوست است، اما قدرت مقدس او را می‌ستودند.

«نعمت نیل»
هرودوت، تاریخ‌نگار یونان باستان، سخاوت نیل را یک «نعمت» می‌خواند. این رود بزرگ از میان دره‌ای عظیم در گوشه‌ی شمال شرقی آفریقا می‌گذرد. در مصر سفلی در شمال، شاخه‌های فرعی نیل از هم منشعب می‌شدند تا دلتایی وسیع و حاصلخیز بسازند که خانه‌ی جمعیتی انبوه بود. در جنوب دلتا، ممفیس، «شهر پایتخت» پادشاهی کهن مصر، قرار گرفته‌بود. اگر باز هم به طرف حنوب می‌رفتید، در مصر علیا، دره به نواری باریک بدل می‌شد که چند شهر در کرانه‌های حاصلخیزش پدید آمده بودند.
طغیان سالانه‌ی نیل گل‌و‌لای غنی و سیاهی بر جای می‌گذاشت که مصری‌ها برای پرورش محصولاتشان به آن وابسته بودند. برای هدایت آب به زمین‌های وسیع کشاورزی، برنامه‌های بزرگ آبیاری را طراحی می‌کردند. زمین‌های مردابی کنار ساحل تامین‌کننده‌ی پرنده‌های آبزی برای تغذیه (البته فقط برای ثروتمندان) و نی پاپیروس، که برای تولید ابزار نوشتار به‌کار می‌رفت، بودند. خود رود هم ماهی و شیوه‌ای برای جا‌به‌جایی از نقطه‌ای به نقطه‌ای دیگر در اختیار مردم می‌گذاشت. مصری‌ها، که گستره‌ی وسیعی از بیابان‌های خشک و زیست‌ناپذیر محاصره‌شان کرده‌بود، خوب می‌دانستند که چقدر به این دشت سیلابی بزرگ وابسته‌اند. به همین دلیل، در طول نیل در جنوب مصر، برج‌های دیده‌بانی ساخته‌بودند تا نشانه‌های کم‌آبی یا پرآبی را، که بر برداشت سالانه‌شان اثر می‌گذاشت، رصد کنند.

## شاهان و فرمانروایان نامدار
- جوزر
- سنفرو
- خوفو
- خفرع
- منکورع
- اوسرکاف
- پپی دوم

## وضعیت مردم؛ سازه‌ها، سیاست و فروپاشی
سلسله‌مراتب جامعه

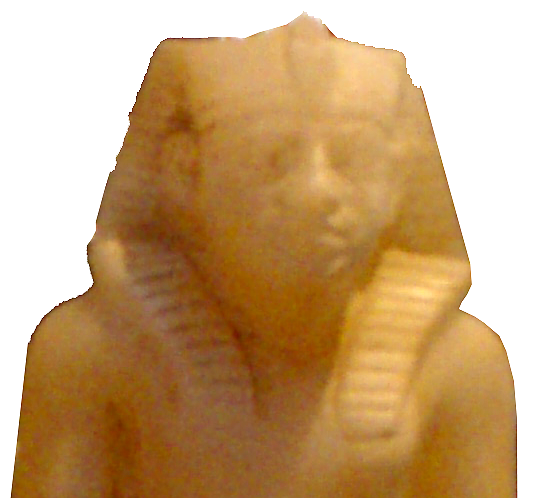
با به پایان رسیدن دوره بسیار طولانی فرمانروایی پپی دوم، پادشاهی کهن نیز به پایان خود نزدیک شد.

جامعه، به شکلی کاملاً آشکار، به طبقه‌هایی متفاوت تقسیم شده‌بود. خانواده‌ی سلطنتی در راس بودند و بر دربار و مقامات اداری، مانند کاتبان و کاهنان، نظارت می‌کردند. این سلسله‌مراتبی سختگیرانه بود و اثبات خدمتگزاری و وفاداری بیش‌ترین اولویت را داشتند. می‌گویند که بیشتر مردم عادی در دوران پادشاهی کهن زندگی‌هایی فلاکت‌بار داشتند و مجبور بودند برای فرعون کار کنند و، در ازای دستمزدی بخور و نمیر، سازه‌هایی عظیم بسازند یا برای تامین غذای شهرها کشاورزی کنند. اما شواهد نشان می‌دهند که زندگی محلی مستقلی هم وجود داشته‌است؛ از جمله بازارهایی که مردم مصنوعات تولیدی و ساده‌ی خودشان را می‌فروختند. این واقعیت که هر کسی، به لحاظ نظری، می‌توانست به مناسب عالی برسد هم با تصویر دیکتاتوری مطلق منافات دارد.
عصر اهرام
پادشاهی کهن را بیش‌تر با پیشرفت‌هایش در فنون ساخت‌و‌ساز سنگی می‌شناسند؛ فنونی که در «هرم پله‌ای» مشهور سقاره و، بعد، در مقبره‌های هرمی عظیم سلطنتی سلسله‌ی چهارم (حدود ۲۶۱۳ تا ۲۴۹۴ پ.م.) به بار نشستند. این اهرام که در جیزه، نزدیک ممفیس در حاشیه‌ی بیابان، ساخته شده‌اند از بزرگ‌ترین شاهکارهای ساخت‌و‌ساز تاریخ هستند. هرم بزرگ -مقبره‌ی فرعون خوفو- یکی از عجایب هفتگانه دنیای باستان و تنها بنا در میان آن عجایب است که تا امروز سالم مانده‌است. درست در شرق این هرم، ابوالهول قرار گرفته‌است؛ مجسمه‌ای نیمه‌شیر و نیمه‌انسان که تصور می‌شود چهره‌ی خوفو را داشته‌باشد. اهرام جیزه از قدیمی‌ترین نمونه‌های به‌کار‌گیری سنگ‌های کانی هستند. قطعه‌های عظیم سنگ آهک را از نقاطی دور می‌آوردند، با دقتی حیرت‌انگیز می‌بُریدند و بعد بالا می‌بردند تا آنها را به‌شکلی بی‌نقص سر جای خودشان در سازه بگذارند. هیچ‌کس نمی‌داند که این کار دقیقاً چگونه انجام می‌شد. شاید دور هر هرم سطح شیب‌داری بوده‌است که، با افزایش ارتفاع هرم، بالاتر می‌رفته‌است. قطعه‌های سنگی را هم ممکن است به‌صورت دستی و با استفاده از غلتک و اهرم روی این سطح شیب‌دار بالا برده باشند.
قدرتی خاور‌میانه‌ای
در دوران پادشاهی کهن، مصر در سیاست خاورمیانه بازیگری مهم شد. مدارکی درباره‌ی روابط دورادور مصر با بسیاری از مناطق، از جمله بخش‌هایی از سوریه، لیبی، لبنان و سودان امروزی وجود دارند. این روابط به این دلیل شکل گرفتند که مصر می‌خواست مرزهایش را امن نگه دارد و اقلامی مثل چوب را خرید‌ و فروش کند. حفاظت از مرزها یا گذشتن از آن‌ها بدون مذاکره ممکن نیست و بنابراین مصر باید از مهارت‌هایی دیپلماتیک، که موجب شهرتش شدند، استفاده می‌کرد.
فروپاشی پادشاهی کهن
نظریه‌های بسیاری درباره‌ی فروپاشی پادشاهی کهن وجود دارند، اما هیچ‌کس دقیقاً نمی‌داند که چه اتفاقی افتاده‌است، در پایین می‌توانید چند نظریه را که دلیل این فروپاشی را توضیح می‌دهند، بخوانید.
اشراف‌زادگان و نُم‌ها
تا زمان سلسله‌ی ششم (حدود ۲۳۴۵ تا ۲۱۸۱ پیش از میلاد) فراعنه بخشی از قدرت را به اشراف‌زادگان و حاکمان یا «نُم‌ها» واگذار کرده‌بودند. شاید همین موضوع کم‌کم موجب تضعیف قدرت فراعنه شد. همچنین معنایش این بود که با خارج شدن قدرت از دست فراعنه، دیگران می‌توانستند قدرت بیش‌تری برای خودشان کسب کنند.
فروپاشی پادشاهی کهن
در پایان عصر سلسله‌ی ششم، مخصوصا پس از حکومت   «پپی دوم»، پادشاهی کهن کم‌کم تضعیف شد و مصر به دوره‌ی نامطمئن‌تری پا گذاشت که آن را دوره‌ی میانه‌ی نخست می‌نامند. اقتدار سلطنتی ضعیف شد و ممفیس بخشی از اهمیتش را به دیگر شهرها واگذار کرد.
چرا این اتفاق افتاد؟
بعضی این اتفاق را به وابستگی مصر به نیل ربط می‌دهند و می‌گویند طغیان شَدید، خشکسالی یا هر دوی این‌ها ویرانی یا قحطی بزرگی را به‌همراه آوردند. چنین چیزی، در شرایطی که قدرت مرکزی ضعیف بود، می‌توانست بسیار فاجعه‌بار باشد. ممکن است تهدیدهایی از جانب مرزهای مصر هم در افول پادشاهی کهن موثر بوده‌باشند‌.
نظریه‌ای درباره‌ی چگونگی فروپاشی پادشاهی کهن
افول پادشاهی کهن با دودمان پنجم آغاز شد. نخستین فرعون این دودمان اوسرکاف (۲۴۵۸-۲۴۶۵ پ.م.) بود که با معرفی اصلاحاتی، قدرت مرکزی فرعون و دولت مرکزی را کاهش داد.
پس از پادشاهی اوسرکاف و ساحورع، جنگ‌های داخلی میان نومارک‌هایی بر پا شدند که دیگر از دستورهای دولت مرکزی فرمان نمی‌پذیرفتند. این جنگ‌های داخلی که روز به روز بدتر می‌شدند یکپارچگی دولت را دستخوش تغییر کردند و باعث قحطی شدند.
طبق یک نظریه واپسین ضربه کاری به این روند خشکسالی بزرگی بود که منطقه را فرا گرفت و باعث کم شدن شدید بارش میان سال‌های ۲۲۰۰ تا ۲۱۵۰ پ.م. گشت و باعث آن شد که سیلاب هر سالهٔ نیل پدید نیاید. نتیجه آن شد که سقوط پادشاهی کهن در پی دهه‌ها جنگ و خشکسالی پدید آمد. نوشته‌ای مهم در آرامگاه آنختیفی - نومارکی در سال‌های آغازین دوره نخست میانی - وضعیت اسفناک کشور را در حالی که خشکسالی بر آن حاکم بود به تصویر می‌کشد.